# پرتش کن (ترانه)
«پرتش کن» (به انگلیسی: Throw That) پنجمین و آخرین تک آهنگ سوپرگروه هیپ هاپ اسلاترهاوس از آلبوم دوم و آخر آنها Welcome to: Our House است که در ۲۸ اوت ۲۰۱۲ از طریق شیدی رکوردز و اینترسکوپ رکوردز منتشر شد. این آهنگ با همراهی و تهیه‌کنندگی امینم و تی مینوس است. این ترانه در ۲۱ اوت ۲۰۱۲ برای خرید از آی‌تیونز در دسترس بود. پرتش کن با شماره ۹۸ وارد ۱۰۰ تک‌آهنگ داغ بیلبورد شد و هم موفق‌ترین ترانه گروه و هم آلبوم شد.

## استقبال انتقادی
دیوید جفریس از آل‌میوزیک این اثر را برجسته و مثبت ارزیابی کرد.